# Tschechischer Fußballpokal 2004/05
Der Tschechische Fußballpokal 2004/05 (tschechisch: Pohár ČMFS 2004/05) war die 12. Austragung des Fußballpokalwettbewerbs der Männer des Fußballverbandes der Tschechischen Republik. Im Endspiel setzte sich Vorjahresfinalist Baník Ostrava mit 2:1 gegen den 1. FC Slovácko durch. Der Sieger nahm am UEFA-Pokal teil.

## Modus und Termine
Am Wettbewerb nahmen in der Vorrunde 26 Mannschaften teil. Zu den 13 Gewinnern stießen in der ersten Runde weitere 83 Teams. In der zweiten Runde kamen 16 Erstligisten hinzu. In allen Runden wurde der Sieger in einem Spiel ermittelt. Bis zum Achtelfinale wurde bei unentschiedenem Ausgang nach der regulären Spielzeit von 90 Minuten ein Elfmeterschießen durchgeführt. Ab dem Viertelfinale gab es nach einem Remis eine Verlängerung von zweimal 15 Minuten und falls notwendig ein Elfmeterschießen. Das Finale fand am 31. Mai 2005 statt.
| Runde         | Datum              | Spiele | Vereine   | Neueinstiege |
| ------------- | ------------------ | ------ | --------- | ------------ |
| Vorrunde      | 25. Juli 2004      | 13     | 125 → 112 | 26           |
| 1. Runde      | 31. Juli 2004      | 48     | 112 → 64  | 83           |
| 2. Runde      | 22. September 2004 | 32     | 64 → 32   | 16           |
| 3. Runde      | 6. Oktober 2004    | 16     | 32 → 16   | –            |
| Achtelfinale  | 27. Oktober 2004   | 08     | 16 → 8    | –            |
| Viertelfinale | 20. April 2005     | 04     | 8 → 4     | –            |
| Halbfinale    | 12. Mai 2005       | 02     | 4 → 2     | –            |
| Finale        | 31. Mai 2005       | 01     | 2 → 1     | –            |
| Gesamt        |                    | 1240   |           | 1250         |

## Vorrunde

### Teilnehmende Mannschaften
15 Viertligisten, 4 Fünftligisten und 7 Sechstligisten
| Vorrundenteilnehmer | | | |
| FK Jiskra Třeboň (IV) FK Slavia Vejprnice (IV) SK Benešov (IV) FK Králův Dvůr (IV) SK Rakovník (IV) PFC Český Dub (IV) FK Agria Choceň (IV) | AFK Kácov (IV) TJ Lokomotiva Pardubice (IV) FK Skuteč (IV) FK Týniště nad Orlicí (IV) 1. FC VMG Kyjov (IV) FC TVD Slavičín (IV) Jakubčovice Fotbal (IV) | FC Trul Mikulovice (IV) SK Skalice (V) FK SIAD Souš (V) FC RAK Provodov (V) MFK Trutnov (V) TJ Slavoj Hrdějovice (VI) | TJ Kordárna Velká nad Veličkou (VI) TJ Sokol Stěbořice (VI) TJ Sokol Teplá (VI) TJ Valy (VI) TJ PKZ Vidnava (VI) FK Zličín (VI) |
| IV = Divize • V = Krajský přebor • VI = I. A třída                                                                                          | | | |

### Begegnungen der Vorrunde
| Datum                 |                                     | Ergebnis        |                              |
| --------------------- | ----------------------------------- | --------------- | ---------------------------- |
| 25.07.2004, 17:00 Uhr | FK Zličín (VI)                      | 2:0             | FK Králův Dvůr (IV)          |
| 25.07.2004, 17:00 Uhr | AFK Kácov (IV)                      | 2:3             | SK Benešov (IV)              |
| 25.07.2004, 17:00 Uhr | TJ Slavoj Hrdějovice (VI)           | 0:3             | FK Jiskra Třeboň (IV)        |
| 25.07.2004, 17:00 Uhr | TJ Sokol Teplá (VI)                 | 0:7             | FK Slavia Vejprnice (IV)     |
| 25.07.2004, 17:00 Uhr | FK SIAD Souš (V)                    | 1:1 (7:8 i. E.) | SK Rakovník (IV)             |
| 25.07.2004, 17:00 Uhr | FK Skuteč (IV)                      | 1:2             | FK Agria Choceň (IV)         |
| 25.07.2004, 17:00 Uhr | MFK Trutnov (V)                     | 2:2 (5:6 i. E.) | FK Týniště nad Orlicí (IV)   |
| 25.07.2004, 17:00 Uhr | TJ Valy (VI)                        | 0:6             | TJ Lokomotiva Pardubice (IV) |
| 25.07.2004, 17:00 Uhr | SK Skalice (V)                      | 0:0 (4:5 i. E.) | PFC Český Dub (IV)           |
| 25.07.2004, 17:00 Uhr | TJ Kordárna Velká nad Veličkou (VI) | 3:1             | 1. FC VMG Kyjov (IV)         |
| 25.07.2004, 17:00 Uhr | FC RAK Provodov (V)                 | 0:2             | FC TVD Slavičín (IV)         |
| 25.07.2004, 17:00 Uhr | TJ PKZ Vidnava (VI)                 | 1:1 (7:6 i. E.) | FC Trul Mikulovice (IV)      |
| 25.07.2004, 17:00 Uhr | TJ Sokol Stěbořice (VI)             | 0:3             | Jakubčovice Fotbal (IV)      |

## 1. Runde

### Teilnehmende Mannschaften
Die 13 Sieger der Vorrunde, 12 Zweitligisten, 22 Drittligisten; weitere 48 Viertligisten und ein weiterer Fünftligist. Insgesamt nahmen 96 Mannschaften teil.
| Fotbalová národní liga 12 Mannschaften der 2. Liga 2004/05 | Sieger der Vorrunde die 13 Sieger der Vorrunde | weitere Teilnehmer 71 Mannschaften | weitere Teilnehmer 71 Mannschaften | weitere Teilnehmer 71 Mannschaften |
| SK Hradec Králové Vysočina Jihlava SK Kladno SK Hanácká Slavia Kroměříž FK Kunovice FK SIAD Most FK AS Pardubice FC Viktoria Pilsen TJ Tatran Prachatice Bohemians Prag 1905 FC Vítkovice FK Viktoria Žižkov | SK Benešov (IV) FK Agria Choceň (IV) PFC Český Dub (IV) Jakubčovice Fotbal (IV) FK Jiskra Třeboň (IV) FK Týniště nad Orlicí (IV) SK Rakovník (IV) TJ Lokomotiva Pardubice (IV) FC TVD Slavičín (IV) FK Slavia Vejprnice (IV) TJ Kordárna Velká nad Veličkou (VI) TJ PKZ Vidnava (VI) FK Zličín (VI) | FC Chomutov (III) FC Dragoun Břevnov (III) SK Buldoci Karlovy Vary-Dvory (III) FK Kolín (III) FK OEZ Letohrad (III) FK Náchod-Deštné (III) FC Střížkov Praha 9 (III) SK Strakonice 1908 (III) TJ Slovan Varnsdorf (III) SC Xaverov Horní Počernice (III) FC MSA Dolní Benešov (III) FK Bystřice pod Hostýnem (III) FC Dosta Bystrc-Kníničky (III) FC Hlučin (III) SK Hranice (III) FC Tatran Brno-Kohoutovice (III) SK Lipová (III) 1. HFK Olomouc (III) SK Tatran Poštorná (III) Fotbal Třinec (III) FK UNEX Uničov (III) 1. SC Znojmo (III) TJ Haas Chanovice (IV) SK Doubravka (IV) | SK Hořovice (IV) SK Klatovy 1898 (IV) SK Motorlet Prag (IV) FC Sparta Krč Prag (IV) Spartak MAS Sezimovo Ústí (IV) FK Tábor (IV) TJ Rozvoj Trstěnice FK Česká Lípa FK Litvínov FK Český lev Neštěmice Jiskra Nový Bor TJ Sokol Ovčáry FK Lokomotiva Prag SK Roudnice nad Labem FK Slavoj Vyšehrad SK Český Brod SK Union Čelákovice AFK Chrudim TJ Dvůr Králové nad Labem FK Dobrovice FK Semily TJ Jiskra Ústí nad Orlicí FC Velim TJ Slovan Břeclav | FK Autodemont Horka nad Moravou TJ Cukrovar Hrušovany Spartak VTJ Lipník nad Bečvou FK Mutěnice SK LeRK Prostějov TJ Framoz Rousínov FC Slavia Třebíč SK Rostex Vyškov FC ŽĎAS Žďár nad Sázavou SK Dekora Ždírec nad Doubravou FK Baník Albrechtice FK Avizo Město Albrechtice FC IRP Český Těšin SK Dětmarovice MFK Frýdek-Místek FC Velké Karlovice + Karolinka MFK Karviná SK Královské Nové Sady FK Slavia Orlová-Lutyně 1. VFC Rožnov pod Radhoštěm TJ Sokol Lázne Velké Losiny SK Sulko Zábřeh FC Velké Meziříčí |
| Ligaebene in Klammern: III = ČFL bzw. MSFL • IV = Divize • V = Krajský přebor • VI = I. A třída | | | | |

### Begegnungen der 1. Runde
| Datum                 |                                      | Ergebnis        |                                     |
| --------------------- | ------------------------------------ | --------------- | ----------------------------------- |
| 28.07.2004, 18:00 Uhr | SK Hořovice (IV)                     | 0:6             | FK Viktoria Žižkov (II)             |
| 31.07.2004, 17:00 Uhr | FK Zličín (VI)                       | 0:2             | FC Sparta Krč Prag (IV)             |
| 31.07.2004, 17:00 Uhr | SK Motorlet Prag (IV)                | 1:2             | SK Kladno (II)                      |
| 31.07.2004, 17:00 Uhr | FK Lokomotiva Prag (IV)              | 2:2 (4:5 i. E.) | FK Kolín (III)                      |
| 31.07.2004, 17:00 Uhr | SK Benešov (IV)                      | 1:1 (3:4 i. E.) | Spartak MAS Sezimovo Ústí (IV)      |
| 31.07.2004, 17:00 Uhr | FK Slavoj Vyšehrad (IV)              | 1:3             | SC Xaverov Horní Počernice (III)    |
| 31.07.2004, 17:00 Uhr | FK Dobrovice (IV)                    | 1:1 (5:4 i. E.) | FC Střížkov Praha 9 (III)           |
| 31.07.2004, 17:00 Uhr | SK Union Čelákovice (IV)             | 0:0 (4:5 i. E.) | FC Dragoun Břevnov (III)            |
| 31.07.2004, 17:00 Uhr | SK Český Brod (IV)                   | 2:1             | Bohemians Prag 1905 (II)            |
| 31.07.2004, 17:00 Uhr | FK Jiskra Třeboň (IV)                | 1:1 (3:1 i. E.) | SK Strakonice 1908 (III)            |
| 31.07.2004, 17:00 Uhr | FK Tábor (IV)                        | 1:4             | TJ Tatran Prachatice (II)           |
| 31.07.2004, 17:00 Uhr | TJ Haas Chanovice (IV)               | 0:7             | SK Klatovy 1898 (IV)                |
| 31.07.2004, 17:00 Uhr | SK Doubravka (IV)                    | 0:4             | SK Buldoci Karlovy Vary-Dvory (III) |
| 31.07.2004, 17:00 Uhr | FK Slavia Vejprnice (IV)             | 4:0             | TJ Rozvoj Trstěnice (IV)            |
| 31.07.2004, 17:00 Uhr | SK Rakovník (IV)                     | 0:3             | FC Viktoria Pilsen (II)             |
| 31.07.2004, 17:00 Uhr | FK Český lev Neštěmice (IV)          | 2:1             | FC Chomutov (III)                   |
| 31.07.2004, 17:00 Uhr | SK Roudnice nad Labem (IV)           | 0:4             | FK SIAD Most (II)                   |
| 31.07.2004, 17:00 Uhr | FK Litvínov (IV)                     | 1:2             | TJ Slovan Varnsdorf (III)           |
| 31.07.2004, 17:00 Uhr | PFC Český Dub (IV)                   | 1:0             | FK Semily (IV)                      |
| 31.07.2004, 17:00 Uhr | FK Česká Lípa (IV)                   | 1:0             | Jiskra Nový Bor (IV)                |
| 31.07.2004, 17:00 Uhr | FK Týniště nad Orlicí (IV)           | 3:5             | FK Náchod-Deštné (III)              |
| 31.07.2004, 17:00 Uhr | TJ Dvůr Králové nad Labem (IV)       | 1:1 (4:2 i. E.) | FC Velim (IV)                       |
| 31.07.2004, 17:00 Uhr | TJ Lokomotiva Pardubice (IV)         | 2:3             | TJ Sokol Ovčáry (IV)                |
| 31.07.2004, 17:00 Uhr | TJ Jiskra Ústí nad Orlicí (IV)       | 1:3             | FK AS Pardubice (II)                |
| 31.07.2004, 17:00 Uhr | AFK Chrudim (IV)                     | 2:4             | SK Hradec Králové (II)              |
| 31.07.2004, 17:00 Uhr | FK Agria Choceň (IV)                 | 0:2             | FK OEZ Letohrad (III)               |
| 31.07.2004, 17:00 Uhr | SK Dekora Ždírec nad Doubravou (IV)  | 0:5             | Vysočina Jihlava (II)               |
| 31.07.2004, 17:00 Uhr | TJ Cukrovar Hrušovany (IV)           | 1:0             | 1. SC Znojmo (III)                  |
| 31.07.2004, 17:00 Uhr | SK Rostex Vyškov (IV)                | 1:3             | FC Tatran Brno-Kohoutovice (III)    |
| 31.07.2004, 17:00 Uhr | TJ Kordárna Velká nad Veličkou (VI)  | 2:4             | FK Kunovice (II)                    |
| 31.07.2004, 17:00 Uhr | FC TVD Slavičín (IV)                 | 3:0             | SK Hanácká Slavia Kroměříž (II)     |
| 31.07.2004, 17:00 Uhr | TJ Framoz Rousínov (IV)              | 1:2             | FK Mutěnice (IV)                    |
| 31.07.2004, 17:00 Uhr | TJ Slovan Břeclav (IV)               | 0:0 (4:5 i. E.) | SK Tatran Poštorná (III)            |
| 31.07.2004, 17:00 Uhr | FC Velké Karlovice + Karolinka (IV)  | 0:2             | 1. VFC Rožnov pod Radhoštěm (IV)    |
| 31.07.2004, 17:00 Uhr | FK Bystřice pod Hostýnem (III)       | 2:1             | FC Vítkovice (II)                   |
| 31.07.2004, 17:00 Uhr | FK Autodemont Horka nad Moravou (IV) | 2:1             | SK LeRK Prostějov (IV)              |
| 31.07.2004, 17:00 Uhr | SK Královské Nové Sady (IV)          | 0:6             | 1. HFK Olomouc (III)                |
| 31.07.2004, 17:00 Uhr | Sokol Lázne Velké Losiny (IV)        | 1:5             | FK UNEX Uničov (III)                |
| 31.07.2004, 17:00 Uhr | SK Sulko Zábřeh (IV)                 | 2:0             | SK Lipová (III)                     |
| 31.07.2004, 17:00 Uhr | Spartak VTJ Lipník nad Bečvou (IV)   | 2:3             | SK Hranice (III)                    |
| 31.07.2004, 17:00 Uhr | TJ PKZ Vidnava (VI)                  | 1:6             | FK Avizo Město Albrechtice (IV)     |
| 31.07.2004, 17:00 Uhr | Jakubčovice Fotbal (IV)              | 1:3             | FC MSA Dolní Benešov (III)          |
| 31.07.2004, 17:00 Uhr | MFK Karviná (IV)                     | 3:3 (5:4 i. E.) | FK Baník Albrechtice (IV)           |
| 31.07.2004, 17:00 Uhr | FC IRP Český Těšin (IV)              | 3:0             | MFK Frýdek-Místek (IV)              |
| 01.08.2004, 10:00 Uhr | FC Velké Meziříčí (V)                | 5:1             | FC ŽĎAS Žďár nad Sázavou (IV)       |
| 01.08.2004, 16:30 Uhr | SK Dětmarovice (IV)                  | 1:0             | Fotbal Třinec (III)                 |
| 01.08.2004, 17:00 Uhr | FC Slavia Třebíč (IV)                | 0:2             | FC Dosta Bystrc-Kníničky (III)      |
| 04.08.2004, 17:00 Uhr | FK Slavia Orlová-Lutyně (IV)         | 1:3             | FC Hlučin (III)                     |

## 2. Runde

### Teilnehmende Mannschaften
| Gambrinus Liga 2004/05 16 Erstligisten | Sieger der 1. Runde 48 Mannschaften | Sieger der 1. Runde 48 Mannschaften | Sieger der 1. Runde 48 Mannschaften |
| AC Sparta Prag SK Slavia Prag FK Chmel Blšany 1. FC Brünn 1. FK Drnovice Dynamo Budweis FK Marila Příbram FK Mladá Boleslav FK Jablonec 97 SFC Opava Baník Ostrava Slovan Liberec SK Sigma Olmütz 1. FC Slovácko FK Teplice FK Tescoma Zlín | SK Hradec Králové (II) Vysočina Jihlava (II) SK Kladno (II) FK Kunovice (II) FK SIAD Most (II) FK AS Pardubice (II) SC Xaverov Horní Počernice (III) TJ Tatran Prachatice (II) Bohemians Prag 1905 (II) FK Viktoria Žižkov (II) FC Dragoun Břevnov (III) FK Bystřice pod Hostýnem (III) FC Tatran Brno-Kohoutovice (III) FC Dosta Bystrc-Kníničky (III) FC Hlučin (III) SK Hranice (III) | SK Buldoci Karlovy Vary-Dvory (III) FK Kolín (III) FK OEZ Letohrad (III) FK Náchod-Deštné (III) 1. HFK Olomouc (III) SK Tatran Poštorná (III) FK UNEX Uničov (III) TJ Slovan Varnsdorf (III) FK Avizo Město Albrechtice (IV) SK Český Brod (IV) PFC Český Dub (IV) FK Česká Lípa (IV) FK Český lev Neštěmice (IV) SK Union Čelákovice (IV) SK Dětmarovice (IV) FK Dobrovice (IV) | MFK Frýdek-Místek (IV) FK Autodemont Horka nad Moravou (IV) TJ Cukrovar Hrušovany (IV) SK Klatovy 1898 (IV) TJ Dvůr Králové nad Labem (IV) FK Mutěnice (IV) TJ Sokol Ovčáry (IV) FC Viktoria Pilsen (II) FC Sparta Krč Prag (IV) 1. VFC Rožnov pod Radhoštěm (IV) Spartak MAS Sezimovo Ústí (IV) FC TVD Slavičín (IV) FK Jiskra Třeboň (IV) FK Slavia Vejprnice (IV) SK Sulko Zábřeh (IV) FC Velké Meziříčí (V) |
| Ligaebene in Klammern: II = FNL • III = ČFL bzw. MSFL • IV = Divize • V = Krajský přebor | | | |

### Begegnungen der 2. Runde
| Datum                 |                                      | Ergebnis        |                                     |
| --------------------- | ------------------------------------ | --------------- | ----------------------------------- |
| 22.09.2004, 16:30 Uhr | MFK Karviná (IV)                     | 0:4             | Baník Ostrava (I)                   |
| 22.09.2004, 16:30 Uhr | SK Dětmarovice (IV)                  | 1:1 (4:2 i. E.) | FK Bystřice pod Hostýnem (III)      |
| 22.09.2004, 16:30 Uhr | FC Tatran Brno-Kohoutovice (III)     | 0:4             | 1. FK Drnovice (I)                  |
| 22.09.2004, 16:30 Uhr | FK Autodemont Horka nad Moravou (IV) | 1:3             | FK UNEX Uničov (III)                |
| 22.09.2004, 16:30 Uhr | 1. VFC Rožnov pod Radhoštěm (IV)     | 1:6             | 1. FC Slovácko (I)                  |
| 22.09.2004, 16:30 Uhr | FK Mutěnice (IV)                     | 1:1 (5:4 i. E.) | SK Tatran Poštorná (III)            |
| 22.09.2004, 16:30 Uhr | FC MSA Dolní Benešov (III)           | 0:6             | SFC Opava (I)                       |
| 22.09.2004, 16:30 Uhr | FK Avizo Město Albrechtice (IV)      | 0:3             | FC Hlučin (III)                     |
| 22.09.2004, 16:30 Uhr | PFC Český Dub (III)                  | 0:2             | FK Jablonec 97 (I)                  |
| 22.09.2004, 16:30 Uhr | FC Sparta Krč Prag (IV)              | 0:0 (5:4 i. E.) | FK Viktoria Žižkov (I)              |
| 22.09.2004, 16:30 Uhr | FK Jiskra Třeboň (IV)                | 1:4             | Dynamo Budweis (I)                  |
| 22.09.2004, 16:30 Uhr | Spartak MAS Sezimovo Ústí (IV)       | 0:2             | TJ Tatran Prachatice (II)           |
| 22.09.2004, 16:30 Uhr | FC Viktoria Pilsen (II)              | 1:0             | FK Chmel Blšany (I)                 |
| 22.09.2004, 16:30 Uhr | FK Slavia Vejprnice (IV)             | 1:2             | SK Buldoci Karlovy Vary-Dvory (III) |
| 22.09.2004, 16:30 Uhr | SK Hranice (III)                     | 0:0 (4:3 i. E.) | SK Sigma Olmütz (I)                 |
| 22.09.2004, 16:30 Uhr | SK Sulko Zábřeh (IV)                 | 0:2             | 1. HFK Olomouc (III)                |
| 22.09.2004, 16:30 Uhr | FC Dosta Bystrc-Kníničky (III)       | 0:3             | SK Slavia Prag (I)                  |
| 22.09.2004, 16:30 Uhr | FC Velké Meziříčí (V)                | 1:6             | Vysočina Jihlava (II)               |
| 22.09.2004, 16:30 Uhr | TJ Cukrovar Hrušovany (IV)           | 1:4             | 1. FC Brünn (I)                     |
| 22.09.2004, 16:30 Uhr | FC TVD Slavičín (IV)                 | 2:2 (6:5 i. E.) | FK Kunovice (II)                    |
| 22.09.2004, 16:30 Uhr | FC IRP Český Těšin (IV)              | 1:4             | FK Tescoma Zlín (I)                 |
| 22.09.2004, 16:30 Uhr | FK OEZ Letohrad (III)                | 0:2             | SK Hradec Králové (II)              |
| 22.09.2004, 16:30 Uhr | SC Xaverov Horní Počernice (III)     | 1:4             | FK Teplice (III)                    |
| 22.09.2004, 16:30 Uhr | FK Česká Lípa (IV)                   | 1:4             | FK Náchod-Deštné (III)              |
| 22.09.2004, 16:30 Uhr | TJ Dvůr Králové nad Labem (IV)       | 0:5             | Slovan Liberec (I)                  |
| 22.09.2004, 16:30 Uhr | TJ Sokol Ovčáry (IV)                 | 0:1             | FK AS Pardubice (II)                |
| 22.09.2004, 16:30 Uhr | SK Klatovy 1898 (IV)                 | 1:2             | FK Marila Příbram (I)               |
| 22.09.2004, 16:30 Uhr | FK Kolín (III)                       | 1:1 (2:4 i. E.) | SK Kladno (II)                      |
| 22.09.2004, 16:30 Uhr | FK Dobrovice (IV)                    | 0:2             | FK Mladá Boleslav (I)               |
| 22.09.2004, 16:30 Uhr | SK Český Brod (IV)                   | 1:1 (3:4 i. E.) | FC Dragoun Břevnov (IIII)           |
| 22.09.2004, 16:30 Uhr | TJ Slovan Varnsdorf (III)            | 1:2             | FK SIAD Most (II)                   |
| 22.09.2004, 16:30 Uhr | FK Český lev Neštěmice (IV)          | 1:2             | AC Sparta Prag (I)                  |

## 3. Runde
Teilnehmer: Die 32 Sieger der 2. Runde
| Datum                 |                                      | Ergebnis        |                         |
| --------------------- | ------------------------------------ | --------------- | ----------------------- |
| 06.10.2003, 16:00 Uhr | SK Dětmarovice (IV)                  | 1:2             | Baník Ostrava (I)       |
| 06.10.2003, 16:00 Uhr | FK UNEX Uničov (III)                 | 2:1             | 1. FK Drnovice (I)      |
| 06.10.2003, 16:00 Uhr | FK Mutěnice (IV)                     | 1:6             | 1. FC Slovácko (I)      |
| 06.10.2003, 16:00 Uhr | FC Hlučin (III)                      | 1:0             | SFC Opava (I)           |
| 06.10.2003, 16:00 Uhr | FC Sparta Krč Prag (IV)              | 0:1             | FK Jablonec 97 (I)      |
| 06.10.2003, 16:00 Uhr | TJ Tatran Prachatice (II)            | 1:2             | Dynamo Budweis (I)      |
| 06.10.2003, 16:00 Uhr | SK Buldoci Karlovy Vary-Dvory (IIII) | 0:3             | FC Viktoria Pilsen (II) |
| 06.10.2003, 16:00 Uhr | SK Hranice (III)                     | 0:0 (4:5 i. E.) | 1. HFK Olomouc (III)    |
| 06.10.2003, 16:00 Uhr | Vysočina Jihlava (II)                | 0:2             | SK Slavia Prag (I)      |
| 06.10.2003, 16:00 Uhr | FC TVD Slavičín (IV)                 | 0:0 (8:7 i. E.) | 1. FC Brünn (I)         |
| 06.10.2003, 16:00 Uhr | SK Hradec Králové (II)               | 0:2             | FK Tescoma Zlín (I)     |
| 06.10.2003, 16:00 Uhr | FK Náchod-Deštné (III)               | 1:1 (3:4 i. E.) | FK Teplice (I)          |
| 06.10.2003, 16:00 Uhr | FK AS Pardubice (II)                 | 0:3             | Slovan Liberec (I)      |
| 06.10.2003, 16:00 Uhr | SK Kladno (II)                       | 1:1 (3:2 i. E.) | FK Marila Příbram (I)   |
| 06.10.2003, 16:00 Uhr | FC Dragoun Břevnov (III)             | 0:2             | FK Mladá Boleslav (I)   |
| 06.10.2003, 16:00 Uhr | FK SIAD Most (II)                    | 1:1 (5:4 i. E.) | AC Sparta Prag (I)      |

## Achtelfinale
| Datum                 |                      | Ergebnis        |                         |
| --------------------- | -------------------- | --------------- | ----------------------- |
| 27.10.2004, 15:30 Uhr | FK UNEX Uničov (III) | 0:1             | Baník Ostrava (I)       |
| 27.10.2004, 15:30 Uhr | Dynamo Budweis (I)   | 1:2             | FK Jablonec 97 (I)      |
| 27.10.2004, 15:30 Uhr | 1. HFK Olomouc (II)  | 0:1             | FC Viktoria Pilsen (II) |
| 27.10.2004, 15:30 Uhr | FC TVD Slavičín (IV) | 0:6             | SK Slavia Prag (I)      |
| 27.10.2004, 15:30 Uhr | FK Tescoma Zlín (I)  | 1:2             | FK Teplice (I)          |
| 27.10.2004, 15:30 Uhr | SK Kladno (II)       | 0:1             | Slovan Liberec (I)      |
| 27.10.2004, 15:30 Uhr | FK SIAD Most (II)    | 1:0             | FK Mladá Boleslav (I)   |
| 27.10.2004, 15:30 Uhr | FC Hlučin (III)      | 1:1 (1:4 i. E.) | 1. FC Slovácko (I)      |

## Viertelfinale
| Datum                 |                         | Ergebnis        |                    |
| --------------------- | ----------------------- | --------------- | ------------------ |
| 20.04.2005, 16:30 Uhr | 1. FC Slovácko (I)      | 0:0 (9:8 i. E.) | FK Teplice (I)     |
| 20.04.2005, 16:30 Uhr | FC Viktoria Pilsen (II) | 1:1 (4:3 i. E.) | FK SIAD Most (II)  |
| 21.04.2005, 16:30 Uhr | Slovan Liberec (I)      | 4:1             | FK Jablonec 97 (I) |
| 26.04.2005, 16:30 Uhr | Baník Ostrava (I)       | 5:1             | SK Slavia Prag (I) |

## Halbfinale
| Datum                 |                         | Ergebnis        |                    |
| --------------------- | ----------------------- | --------------- | ------------------ |
| 11.05.2004, 18:00 Uhr | Slovan Liberec (I)      | 2:2 (2:3 i. E.) | 1. FC Slovácko (I) |
| 12.05.2004, 19:30 Uhr | FC Viktoria Pilsen (II) | 0:0 (0:3 i. E.) | Baník Ostrava (I)  |

## Finale
| Paarung        | 1. FC Slovácko – Baník Ostrava |
| Ergebnis       | 1:2 (0:0) |
| Datum          | 31. Mai 2005 um 18:00 Uhr |
| Stadion        | Andrův stadion, Olmütz |
| Zuschauer      | 11.251 |
| Schiedsrichter | Milan Šedivý |
| Tore           | 0:1 Radek Sloncik (54.), 0:2 Frantisek Metelka (88.), 1:2 Richard Dostálek (90.+1') |
| 1. FC Slovácko | Petr Drobisz – Pavel Němčický (46. Václav Procházka), Jan Palinek, Jan Rajnoch – Petr Pavlík, Richard Dostálek, Lukáš Jarolim, Milan Ivana (72. Michal Ordoš), Tomáš Polách – Vladimír Malár (79. Petr Filipský), Zbyněk Pospěch Cheftrainer: Ladislav Molnár |
| Baník Ostrava  | Martin Raška – Pavel Besta, David Bystroň, Maroš Klimpl, Petr Tomašák – Zdeněk Pospěch, Zdeněk Staněk, Radoslav Látal, Frantisek Metelka (90. Peter Drozd) – Radek Sloncik (85. Michal Papadopulos), Lukas Magera Cheftrainer: Jozef Jarabinský               |
| Gelbe Karten   | Jan Palinek, Václav Procházka, Zbyněk Pospěch – Lukas Magera, Zdeněk Staněk, Radoslav Látal |